# Алиса у земљи чуда (филм из 1951)
Алиса у земљи чуда (енгл. Alice in Wonderland) је амерички анимирани филм компаније Волт Дизни из 1951. године снимљен по мотивима романа Алиса у земљи чуда и Алиса с оне стране огледала аутора Луиса Керола.
Филм је синхронизован на српски језик и имао је премијеру 2012. године на каналу РТС 1. Синхронизацију је урадио студио Лаудворкс. Само је песма краљице Срца синхронизована (изводи је Валентина Павличић), остале нису. Нема ДВД издања.

## Улоге
| Име лика        | Енглески глас                              | Српски глас         |
| --------------- | ------------------------------------------ | ------------------- |
| Алиса           | Кетрин Бомонт                              | Александра Ширкић   |
| Луди шеширџија  | Ед Вин                                     | Дејан Дедић         |
| Гусеница        | Ричард Хејдн                               | Марко Мрђеновић     |
| Шеширска мачка  | Стерлинг Холовеј                           | Горан Јевтић        |
| Мартовски зец   | Џери Колона                                | Милош Ђуричић       |
| Краљица Срце    | Верна Фелтон                               | Валентина Павличић  |
| Краљ Срце       | Динк Траут                                 | Милан Тубић         |
| Морж            | Џејмс Пет О'Мали                           | Милош Ђуричић       |
| Дрводеља        | Џејмс Пет О'Мели                           | Марко Мрђеновић     |
| Твидли Ди       | Џејмс Пет О'Мели                           | Дејан Дедић         |
| Твидли Дум      | Џејмс Пет О'Мали                           | Лако Николић        |
| Бели зец        | Бил Томсон                                 | Србољуб Милин       |
| Додо            | Бил Томпсон                                | Лако Николић        |
| Алисина сестра  | Хедер Ејнџел                               | Паулина Манов       |
| Брава           | Џозеф Кернс                                | Милош Ђуричић       |
| Бил             | Лари Греј                                  | Милан Тубић         |
| Птица на дрвету | Квини Леонард                              | Весна Станковић     |
| Ружа            | Дорис Лојд                                 | Весна Станковић     |
| Перуника        | Лусил Блис (дијалози) Марни Никсон (песме) | Паулина Манов       |
| Бела рада       | Лусил Блис (дијалози) Марни Никсон (песме) | Валентина Павличић  |
| Љиљана          | Лусил Блис (дијалози) Марни Никсон (песме) | Ивана Александровић |
| Миш             | Џими Мекдоналд                             | Марко Мрђеновић     |
| Мама Острига    | Џејмс Пет О'Мали                           | Весна Станковић     |
| Кец             | The Mellomen                               | Марко Мрђеновић     |
| Двојка          | The Mellomen                               | Лако Николић        |
| Тројка          | The Mellomen                               | Милош Ђуричић       |
| Остале карте    | Дон Баркли                                 | /                   |
| Фламинго        | Пинто Колвиг                               | /                   |
| Млади Пенси     | Томи Ласк                                  | /                   |
| Бела ружа       | Норма Зимер                                | /                   |